# Ksawery Knotz
Ksawery Knotz (nascido em 1965) - capuchinho polonês (OFMCap.), doutor em teologia pastoral, pároco de casamentos e famílias. Autor de livros, editor-chefe do portal de internet ( vortal ) Szansaspotkania.net. Ele conduz numerosos retiros para casais. Membro da Equipa do Laboratoium WIĘZI.
Knotz é sacerdote da Ordem dos Frades Menores Capuchinhos desde 1991. Estudou na Pontifícia Universidade de Cracóvia, em Freiburg e na Universidade Católica de Lublin. Ele foi, entre outros capelão acadêmico, liderou um grupo de Renovação no Espírito Santo e uma comunidade neocatecumenal.
É professor de teologia pastoral no Seminário dos Frades Menores Capuchinhos. Ele mora em Cracóvia.

## SzansaSpotkania.net
Após a publicação de seu livro sobre a vida sexual dos casais e a polêmica que seu conteúdo suscitou, Ksawery Knotz criou em 2004 o portal de internet szansaspotkania.net dedicado aos problemas das relações sexuais. O portal é dirigido aos casais que moldam a sua vida sexual de acordo com os ensinamentos da Igreja Católica.
O portal foi premiado no "Concurso Nacional de Sites Cristãos da Internet".

## Publicações
- Seks jest boski, czyli Erotyka katolika (z Krystyną Strączek), Kraków 2010, ISBN 978-83-240-1417-0.
- Seks jakiego nie znacie. Dla małżonków kochających Boga, audiobook mp3, Czyta Andrzej Kozioł, wyd. Edycja Świętego Pawła, Częstochowa 2010.
- Seks jakiego nie znacie. Dla małżonków kochających Boga, wyd. Edycja Świętego Pawła, Częstochowa 2009, ISBN 978-83-7424-618-7.
- Puzzle małżeńskie (z Moniką Waluś), Kraków 2009, ISBN 978-83-240-1157-5.
- Ojciec Pio i zapach fiołków, Kraków 2007, ISBN 978-83-60512-22-7.
- Akt małżeński. Szansa spotkania z Bogiem i współmałżonkiem, Kraków 2001, ISBN 83-7221-395-X.
- Nie bój się seksu czyli kochaj i rób co chcesz; z o. Ksawerym Knotzem rozmawia Sylwester Szefer, Wydawnictwo Esprit, Kraków 2009, ISBN 978-83-60040-99-7.